# Schau mich nicht so an

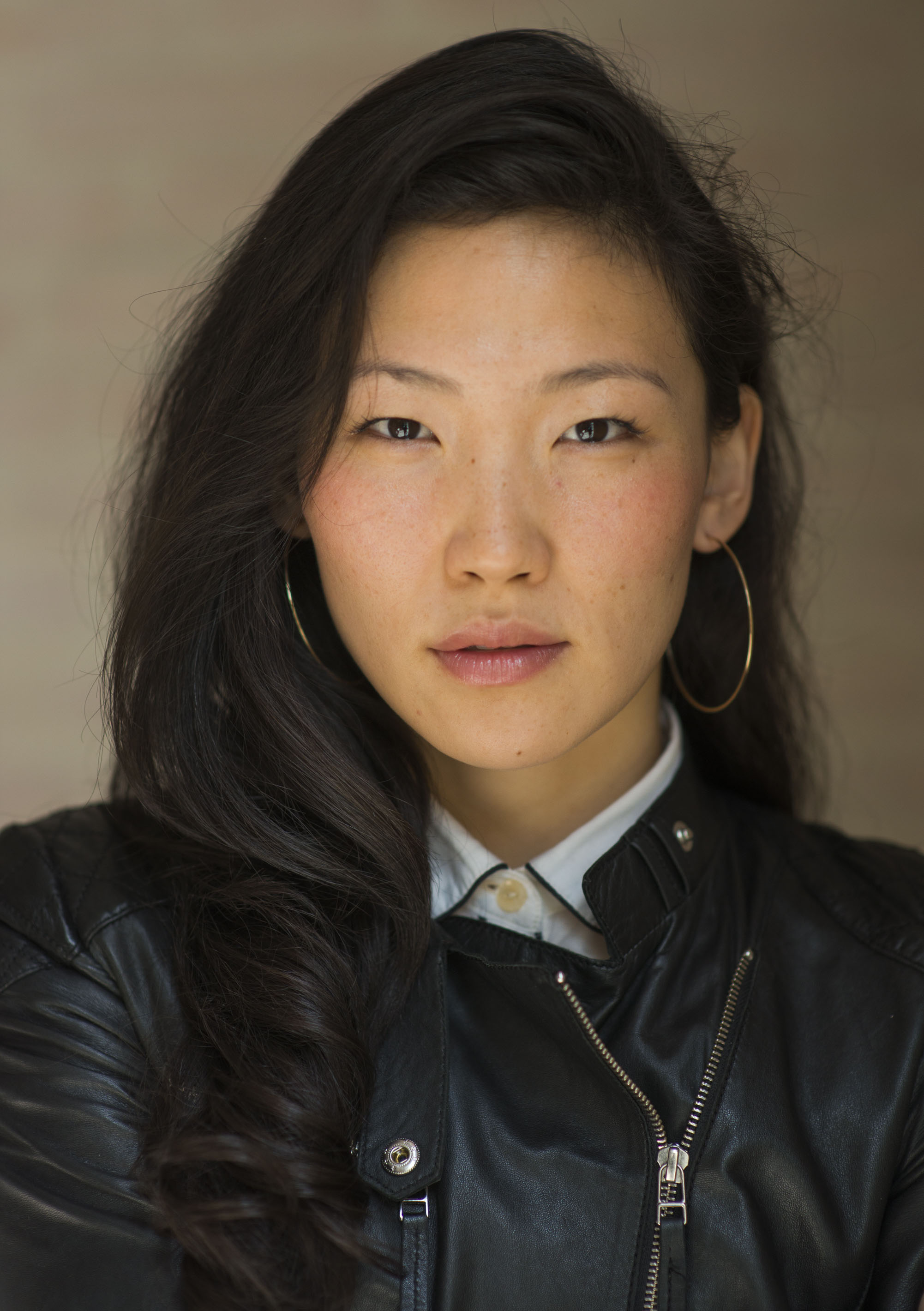
Uisenma Borchu (2016), Hauptdarstellerin und Regisseurin

Schau mich nicht so an ist ein deutscher Spielfilm aus dem Jahr 2015. Regie führte Uisenma Borchu, die auch das Drehbuch schrieb und selbst in dem Film mitspielte. Der Film hatte Weltpremiere auf dem 33. Filmfest München in der Reihe „Neues Deutsches Kino“. Er gilt als überwältigender, die Geschlechterrollen provokant in Frage stellender Spielfilm über einen erotischen Machtkampf zwischen zwei jungen Großstadtfrauen.

## Handlung
Bei der Suche nach der 5-jährigen Sofia lernt die alleinerziehende Mutter Iva ihre Nachbarin Hedi kennen. Zwischen den beiden entwickelt sich schnell eine sexuelle Beziehung. Statt der ersehnten Liebe entsteht jedoch eine einseitige Abhängigkeit, und Sofia und Hedi verbünden sich.
Nach langer Zeit kehrt Ivas Vater zurück und versucht, die im Stich gelassene Beziehung zu Tochter und Enkelin wieder aufzubauen. Er und Hedi kommen sich gefährlich nahe und die Situation eskaliert, als sie eine Affäre anfangen.
Ohne Kommentar werden Traumszenen eingespielt, in denen Hedi mit Sofia Hedis Großmutter in der Mongolei besuchen.

## Entstehung und Produktion
In dem Film spielt die Regisseurin Uisenma Borchu selbst in einer Hauptrolle neben Catrina Stemmer, Josef Bierbichler und Anne-Marie Weisz. Der Film wurde von diversen Sendern und der Filmförderung abgelehnt und ist mit einem sehr geringen Budget aus Mitteln der Hochschule für Fernsehen und Film München und des Vereins Gesellschaft der Freunde und Förderer der Hochschule für Fernsehen und Film in München e. V. von 25.000 € als Diplomfilm entstanden.

## Rezeption und Kommentar
Was zu lieben wirklich bedeutet, stellt der Film provokant in Frage. Ist es nicht immer mit Aufopferung und Unterdrückung verbunden? Man ist versucht, seine Identität in einer Welt zu finden, zu der man nicht gehört. Die Kunst des Films zeigt dem Zuschauer ein Spiel um sexuelle Identität, Begierde und Besitzergreifung. Dazu betonte Borchu: „Mir geht es nicht um Provokation, sondern um die möglichst genaue Darstellung von Nacktheit und Intimität.“ Zu ihrer Figur sagt sie: „Sie verhält sich wie ein Macho. Sie ist nicht sentimental. Sie nimmt sich einfach, was sie begehrt. Grob, direkt und ehrlich. Das kennt man von einer Frau eher nicht.“

„Ein mutiger, kompromissloser Film der in der Mongolei geborenen Uisenma Borchu. Sie ist als Drehbuchautorin, Regisseurin, Cutterin wie als Hauptdarstellerin der Katalysator ihres Erstlingsfilms, einer einzigartigen Vision eines kulturellen Zusammenstoßes über drei Generationen.“

„Emotionaler Debütfilm einer jungen Deutsch-Mongolin, der die Zerrissenheit zwischen zwei Welten aus dem individuell Inneren heraus erzählt. Zwei Frauen kämpfen mit- und umeinander und beide um die Liebe eines Kindes.“

## Auszeichnungen
- Fipresci Film Critics Prize auf dem 33. Filmfest München.[4]
- Special Mention auf dem International Tarragona Filmfestival REC 2015.[6]
- Bester Film auf den Filmkunsttagen Sachsen-Anhalt 2015.[7]
- Bayerischer Filmpreis für Nachwuchsregie 2015.[8]
- Most Promising Talent Award 2016 auf dem Osaka Asian Filmfestival.[9]
- Grand Prix in der International New Talent Competition des 18. Taipei Film Festivals.[10][11]